# Stan wojenny w Królestwie Polskim (1905)
Stan wojenny w Królestwie Polskim – stan wojenny wprowadzony 10 listopada 1905 ukazem króla Mikołaja II Romanowa na całym terytorium Królestwa Polskiego, zniesiony 2 grudnia 1905.
Ogłoszony przez generał-gubernatora warszawskiego Gieorgija Skałona, miał na celu stłumienie strajków i wystąpień ludności w czasie rewolucji w Królestwie Polskim.
Uzasadniając podjęcie takiego kroku komunikat urzędowy głosił: Odrzucając myśl wspólnej pracy z narodem rosyjskim w pracach Dumy Państwowej Polacy w całym szeregu rezolucji zapadłych na zebraniach publicznych żądają całkowitej autonomii polskiej z osobnym sejmem, upatrując w tym tylko pewien stopień przejściowy do wznowienia państwa polskiego. W dążności tej schodzą się dwa przeciwległe stronnictwa polskie: socjalne i narodowe. W tym też kierunku działają niektórzy pisarze polscy, publicyści, mówcy, pociągając za sobą ludność.